# Molvena guttalis
Molvena guttalis là một loài bướm đêm trong họ Noctuidae.